# ゲオルク・ビューヒナー
カール・ゲオルク・ビューヒナー（Karl Georg Büchner、1813年10月17日 - 1837年2月19日）は、ドイツの革命家、劇作家、自然科学者。

## 概略
ヘッセン大公国に生まれ、フランス領ストラスブール、次いで地元ギーセンで医学を学ぶ。ギーセン大学在学中に反体制運動に関わり、ルートヴィヒ・ヴァイディヒとともに扇動文書『ヘッセン急使』を執筆。しかし扇動は失敗に終わり、警察の手を逃れて亡命、ストラスブール、次いでチューリヒで自然科学の研究に携わったが、チフスに罹患し23歳で客死した。
その短い生涯の間に書かれた文学作品『ダントンの死』『レンツ』『レオンスとレーナ』『ヴォイツェック』は20世紀になってから再発見され、自然主義、表現主義をはじめ後世の文学に大きな影響を与えた。彼の名を冠したゲオルク・ビューヒナー賞は、現代ドイツにおいて最も権威のある文学賞である。

## 生涯

### 家系と家族
ゲオルク・ビューヒナーは1813年、ヘッセン大公国のダルムシュタット近郊の小村ゴッデラウに医師の息子として生まれた。父方は代々風呂屋を生業とする家系であったが、ゲオルクの高祖父の代から外科医の仕事を家業とし、ゲオルクの父エルンスト・カール・ビューヒナーもこの仕事についている。エルンストはナポレオン軍に従軍医師として参加した経験を持ち、彼自身ナポレオンの信奉者だった。エルンストは夕刻になると、フランス革命の後に出版された雑誌『現代』を子供たちの前でたびたび朗読し、それに自身の体験を補足して聞かせていたという。一方母カロリーネの家系であるロイス家は代々官僚を務めており、カロリーネの父ももともとはアルザス地方の高級官僚であったが、フランス革命の時にこの地方がフランス共和国に統合されたため、幼い子供たちを連れてヘッセンに逃れてきた。フランスびいきのエルンストとは逆にカロリーネは愛国主義者であり、シラーやドイツ・ロマン派の文学作品を愛好するなど教養ある女性であった。彼女は幼いゲオルクに聖書や民話を語って聞かせ、また初歩的な読み書きを教えた。

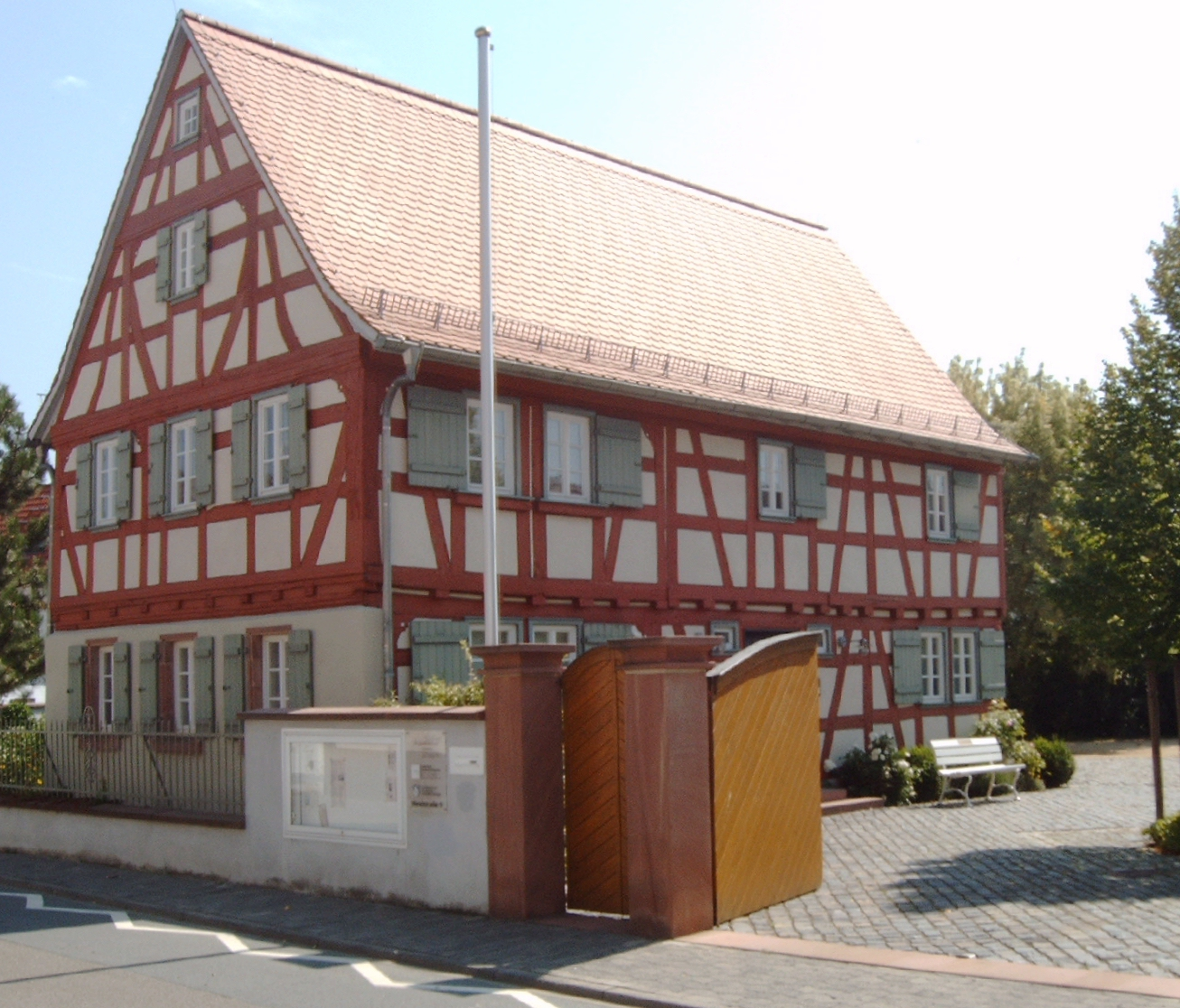
ゴッデラウにある生家

ゲオルクは6人兄弟の長男であった。早世したゲオルクを除けば兄弟はみな長寿を全うしており、それぞれの分野で優れた業績を残している。次男のヴィルヘルム・ビューヒナーは成功した化学工場の所有者であり、ヘッセン州議会の議員にもなっている。三男ルートヴィヒ・ビューヒナーは医業を継ぎつつ、生物学的唯物論の著書『力と質量』によって国際的な評価を得た哲学者であり、当時は兄ゲオルクをしのぐ名声を得ていた。ゲオルクの最初の著作集を出版したのもルートヴィヒである。次女ルイーゼは、兄ゲオルクをモデルとした小説『ある詩人』などの著書のある作家であり、また初期の女性解放運動にも関わっている。末子アレクサンダーは1848年の革命運動の際にフランスに移り、この地で文学史の教授の職を得ている。しかし彼は、自分のもっとも身近にあった才能には気付かなかった。

### ギムナジウム時代
神学者の経営する私塾で予備教育を受けた後、ビュヒーナーは1825年にダルムシュタットのギムナジウムに入学する。ここでビューヒナーはラテン語、ギリシャ語、イタリア語、ドイツ語、宗教学、歴史学、考古学などの分野で優れた成績を残したが、数学は苦手分野であった。
ギムナジウムでは、ビューヒナーは親しい友人たち（その中には後に地下運動に関わるミニゲローデがいた）からなるグループで政治談議を行い、またシェイクスピアの輪読会を開くなどしている。ビューヒナーはこの時期に文学作品を濫読しており、シェイクスピア、ゲーテ、ホメロス、アイスキュロス、ソフォクレスを好んだほか、ジャン・パウルやヘルダー、ロマン派の作家や当時のフランス文学も評価していた。この時期に特にビューヒナーが感銘を受けていたのはゲーテの『ファウスト』であり、一方シラーについては、尊敬しながらもその修辞的な文章を批判していた。
ビューヒナーのギムナジウム時代の作文として「自殺についての一論文への批判」、小カトーの自死を弁護する「ウティカのカトー論」、三十年戦争での戦死者をテーマにした「四百人のプフォルツハイム人の壮烈な戦死」の3編がまとまった形で残っており、名誉の死を称えるこれらの文章にはフィヒテ『ドイツ国民に告ぐ』からの強い影響が窺える。

### ストラスブール大学時代
ギムナジウムを卒業したビューヒナーは、半年ほど父の元で医学研究の準備をした後、1831年にフランス領ストラスブールに留学、父の意向に従ってストラスブール大学の医学部に籍を置いた。ドイツとの境に位置する地理的特徴から、当時のストラスブールはドイツとフランスの革命運動・思想の合流点となっており、ビューヒナーは前年に起こった7月革命の余波のなかで先進的な政治思想を吸収した。大学でも神学部生のサークル「オイゲニア」に準会員として参加し政治に関する意見を戦わせるなどしている。1832年にフランクフルト蜂起がドイツで起こった際には、暴動の経緯ドイツにおける市民革命の可能性の低さを嘆じる手紙を家族に送っており、翌年には当時勢力のあったサン＝シモン派の思想への批判を書き付けている。
下宿先は母方の親戚から紹介されたプロテスタントの牧師の家であったが、ビューヒナーはここで牧師の一人娘ヴィルヘルミーネ・イェーグレ（愛称ミンナー）と恋仲になり、後に密かに婚約、故郷に戻った後に両親に打ち明け正式に婚約者となっている。
勉学の傍らで、ビューヒナーは近くのヴォゲーゼンの山々を歩き自然を満喫した。このときの体験が、後に『レンツ』などにも描かれるビューヒナーの自然観にも影響を与えている。

### ギーセン大学時代
2年間の留学を終えたビューヒナーは、1833年7月にダルムシュタットに戻り、地元のギーセン大学医学部に移った。ストラスブールでの開放的な生活や自由な雰囲気に比べ、谷間の田舎町であるギーセンでの生活は彼の気を滅入らせ憂鬱にさせた。当時ギーセン大学には著名な化学者ユストゥス・フォン・リービッヒがいたものの、ビューヒナーが専攻した生理学・解剖学の分野はストラスブールに比べ遅れていた。なかでも解剖学の主任教授ヴィルブラントは旧態依然とした生理学理論を振りかざし、血液の循環を否定するなどして学生たちの間で笑いものになっていた。ビューヒナーは後に彼をモデルにした変人の医師を戯曲『ヴォイツェック』に登場させている。ビューヒナーはこの時期、ストラスブールでの生活を懐かしむ手紙を友人やヴィルヘルミーネに送り、自身の境遇を「みじめな生活」と言い表している。旧友ともあまり付き合おうとしなくなり、周囲の人間に対し高慢で冷淡な態度を取るようになっていた。憂鬱な生活を送るうちに、この年の11月に脳膜炎に罹り、実家で翌年の1月まで養生することになった。
ビューヒナーはギーセンに移ってからも政治的関心を持ち続け、この時期にフランス革命史の研究を始めている。1834年2月ころ、ビューヒナーは唯一親しくしていた元神学部生アウグスト・ベッカーから紹介され、小学校教頭を務めながら政治運動をしていたルートヴィヒ・ヴァイディヒと知り合い、彼やその仲間と政治的意見を交換するようになった。ビューヒナーの革命理論は、知識人やブルジョワなどの自由主義者を主導するのではなく、農民や下層階級などの被搾取民の経済的開放を訴え彼らを扇動するという急進的なものであったため多くの賛同は得られず、ヴァイディヒともしばしば意見が対立した。この年の3月ころ、ビューヒナーは彼の意見に賛同する少数の学生を集め、フランスの同名の団体を参考に「人権協会」という秘密結社をギーセンに設立した。5月に帰郷した際にもダルムシュタットに「人権協会」支部を作っている。

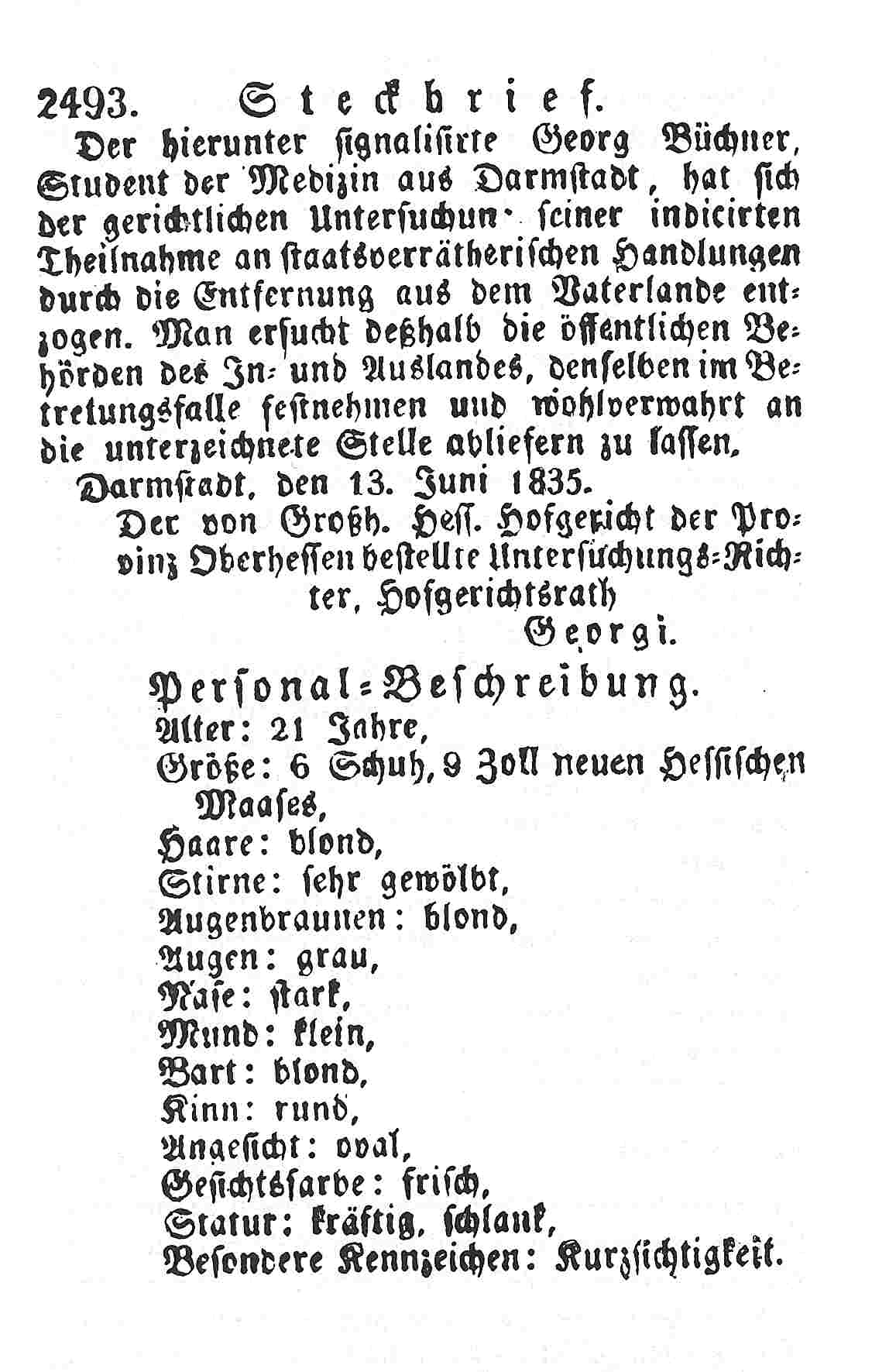
亡命後に配布されたビューヒナーの手配書。外見的特徴が箇条書きにされている。

ビューヒナーは農民への扇動を目的に、ヴァイディヒの援助のもとに宣伝パンフレット『ヘッセン急使』の原稿を書き下ろした。これにヴァイディヒが修正を加え、1834年7月30日に刷り上げられると、「人権協会」会員とヴァイディヒのグループとで手分けして頒布に取り掛かった。しかしヴァイディヒのグループにスパイが混じっていたため間もなく非合法出版が警察に発覚し、8月1日に『急使』を所持していたミニゲローデが逮捕、他の関係者にも次々に警察の手が及んだ。ビューヒナーはミニゲローデの逮捕後すぐに行動を起こし、その日の間にヴァイディヒ、ベッカーと会って今後の対応を話し合い、仲間のシュッツのもとを訪れて危険を告げ彼を亡命させている。この間にビューヒナーの下宿にも家宅捜索が行われたが、証拠となるものが押収されなかったため逮捕を免れている。しかし地下組織は壊滅に追いやられ、農民に配られた『ヘッセン急使』も大部分のものが読みもせずに警察に届けてしまっていた。心配した家族に従い、ビューヒナーはこの年の9月にダルムシュタットの実家に戻り、両親のもとで翌年まで医学、自然科学の研究を行なった。

### 亡命と最後の日々
1835年の1月、ビューヒナーは参考人として裁判所に呼び出される。身の危険を感じたビューヒナーは、亡命を決意、亡命資金を得るために戯曲『ダントンの死』を5週間で書き上げ、フランクフルトの書店を経由して作家カール・グツコーに送る。グツコーはビューヒナーの才能を認め出版を約束、稿料を送ったがこれは亡命には間に合わず、ビューヒナーは独自に資金繰りをした上で2月にストラスブールに亡命した。
ビューヒナーはストラスブールの酒店に下宿し、婚約者のイェーグレ家や、彼と同じくドイツからの亡命者であったヴィルヘルム・シュルツ（de:Friedrich Wilhelm Schulz）夫妻と親しく付き合いながら自然科学の研究に没頭した。上述のグツコーとも手紙のやり取りを続け、1835年の夏には生活費稼ぎの仕事として、グツコーから斡旋されてヴィクトル・ユゴーの『ルクレチア・ボルジア』『マリア・チューダー』の2作の翻訳を行なっている。またグツコーからは彼が創刊する予定だった新雑誌『ドイツ評論』への寄稿を依頼されたが、研究の時間を惜しんで定期的な寄稿は断っている（『ドイツ評論』は発禁命令を受けたため結局刊行されなかった）。1836年の初めころ小説『レンツ』執筆。春ごろに喜劇『レオンスとレーナ』を執筆しコッタ出版（de:Cotta’sche Verlagsbuchhandlung）の懸賞に応募したが、期限切れのため返却されている。また夏ごろに戯曲『ヴォイツェック』を創作。

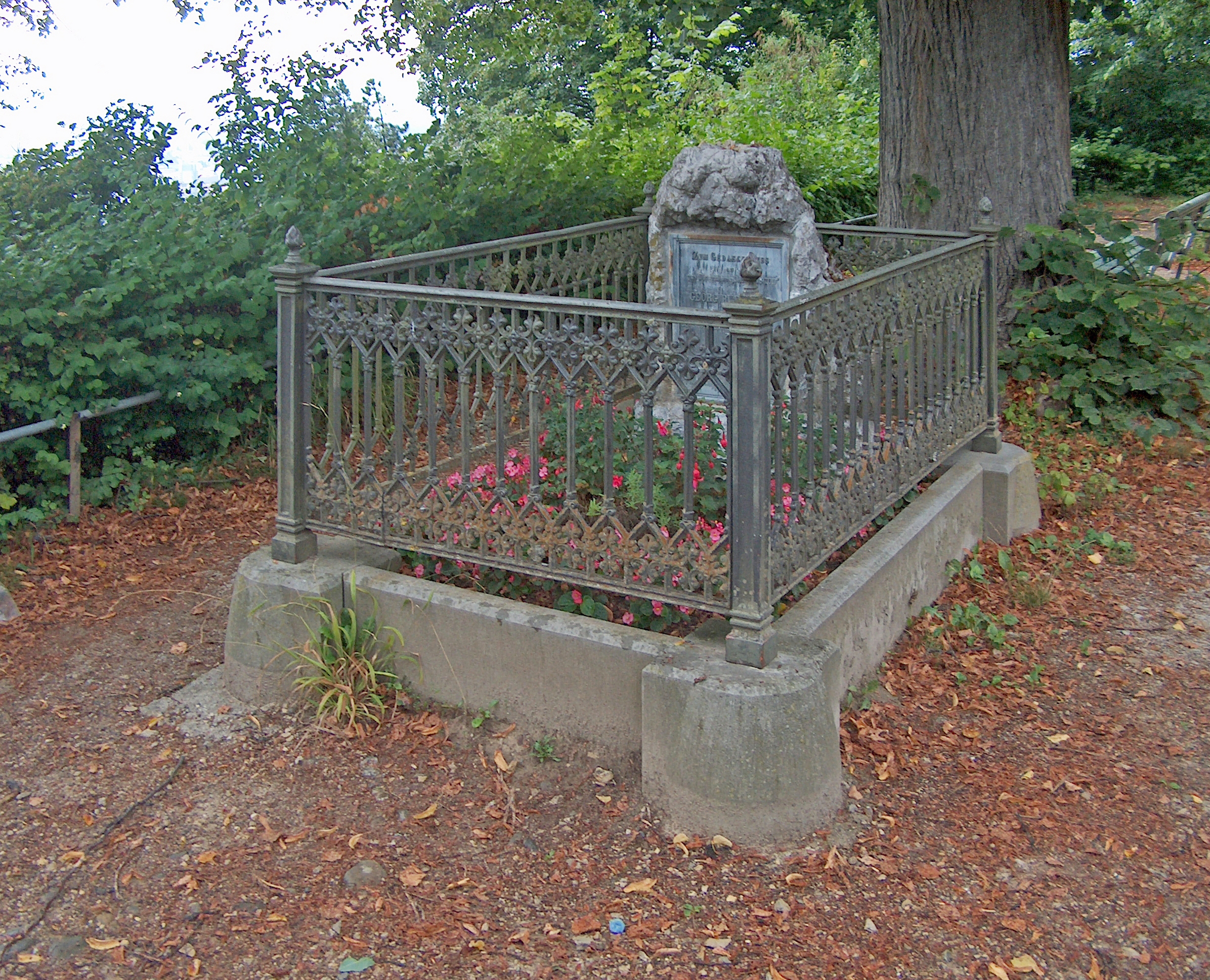
チューリヒにあるビューヒナーの墓

この年の4月から5月にかけて、ストラスブール博物館協会において自然科学研究の成果を「ニゴイの神経系に関する覚書」として講演、好評を得て準会員に推され、講演内容を論文として学会誌に掲載する。さらにビューヒナーはこの論文をチューリヒ大学哲学部に送り、9月に博士号を取得、同大学から招聘されて10月にスイスに向かった。11月に試験講演「頭蓋神経について」を行なう。好評を得てチューリヒ大学講師の職を得、ただちに「動物解剖学実習」の講義を開始する。
1837年2月、チフスを発症。シュルツ夫妻からの看護を受けていたが、婚約者ヴィルヘルミーナが駆けつけた2日後の2月19日に死去した。23歳4ヶ月であった。遺骸は当初チューリヒ市外のツェルトベルクの墓地に埋葬されたが、チューリヒの市区改正で墓地が取り払われたため翌年7月にゲルマニア丘に移された。この際に墓碑にゲオルク・ヘルヴェークによる挽歌が刻まれた。

## 著作

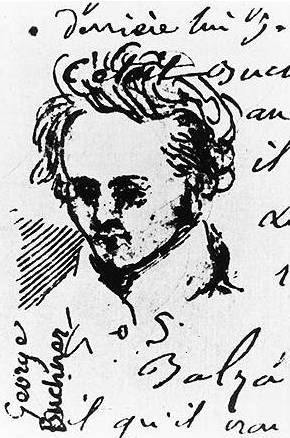
Alexis Mustonによるビューヒナーの素描

ヘッセン急使（Hessische Landobote）
下層労働者を扇動する目的で起草された宣伝文書。当時のヘッセン大公国の統計資料をもとに経済的搾取の現状を訴え、下層労働者階級へ自覚を促そうとした。ビューヒナーの作成した原稿では搾取を行なう者たちを「金持ちたち（die Reichen）」として表現していたが、自由主義者の反発を恐れたヴァイディヒが「貴族たち（die Vornehmen）」に書き直し、聖書からの文句を付け足すなどして大幅に修正した。修正された原稿を見たビューヒナーは憤慨し、もはや自分のものとは認めようとしなかったという。原稿は秘密印刷所で刷り上げられたが、スパイの密告があったため間もなく非合法出版が発覚し失敗に終わり、ビューヒナーは亡命を余儀なくされた。
ダントンの死（Dantons Tod）
4幕の政治劇。恐怖政治下のフランス共和国において、寛容派のジョルジュ・ダントンと彼の仲間が政府の主導権を握るロベスピエールによって追い詰められ、断頭台に送られるまでを描いている。『ヘッセン急使』によって警察の手が迫っていることを感じ、亡命資金を得るために5週間のうちに書き上げられ、カール・グツコーによって修正された後に出版された。生前に発表された唯一の文学作品。アドルフ・ティエールの『フランス革命史』や雑誌『現代』が素材となっている。
レンツ（Lenz）
シュトゥルム・ウント・ドランクの劇作家ヤーコプ・ミヒャエル・ラインホルト・レンツをモデルにした小説。レンツが山を越えて牧師オーベルリーンの元に訪れ、彼の家に長期滞在するうちに次第に狂気に陥っていく様子を描いている。実際の出来事に基づいて書かれており、オーベルリーンの手記を資料が素材になっている。結末の直前に中断箇所があり未完のままであるが、欠落部分を埋めるオーベルリーンの手記からの写しが残っており全体像は把握できる。ビューヒナーはレンツの戯曲『軍人たち』『家庭教師』などに影響を受けていた。
レオンスとレーナ（Leonce und Lena）
3幕の喜劇。小国ポポー王国の王子が、結婚を嫌って南の国へ旅立ち、その途中でピピー王国の姫と出会う。恋に落ちた二人は連れ立ってポポー王国に戻るが、実はその姫がまさに王の決めた結婚相手だった、という筋。ブレンターノの喜劇『ポンス・ド・レオン』が下敷きになっており、ブレンターノのほかにミュッセ、シェイクスピアなどの影響が指摘されている。
ヴォイツェック（Woyzeck）
20ほどの断片からなる未完の戯曲。下級軍人ヴォイツェックが頭の中に響く奇妙な声に促され、浮気を行なった情婦を刺し殺す様子を描いている。1821年にライプツィヒで実際に起こったヨハン・クリスティアン・ヴォイツェックによる殺人事件が題材になっており、この際に取られた彼の精神鑑定書を元に執筆されている。原稿は出版されないまま長く放置され、ビューヒナーの死後40年ほど後にカール・エミール・フランツォースによって原稿が復元されて初めて公にされた。断片的な場面に通し番号がなく決定稿と未定稿が入り混じっているため、場面の配列が編者によって異なっている。難読のためにタイトルもしばらくの間『ヴォツェック（Wozzeck）』だと考えられており、オペラでは現在もこの表記がなされている。
ニゴイの神経系に関する覚書（Sur le système nerveux du barbeau）
フランス語で書かれた自然科学論文。先行研究を参照しつつ、ニゴイの脳や脊髄に走る各種の神経とその役割を解剖学の見地から論じている。ストラスブール博物館協会にて行なった講演を論文の形にまとめたもので、ビューヒナーはこれによってチューリヒ大学から学位を得た。ビューヒナーは続いてチューリヒ大学で試験講演「頭蓋神経について」を行い講師に採用されている。講演内容は当時イギリスで支配的だった目的論的な自然観を批判しつつ脳神経を解剖学的に論じたもの。
ビューヒナーはこのほかにルネサンス期の風刺作家ピエトロ・アレティーノを題材にした戯曲『アレティーノ』を構想していたが、原稿は残されていない。ビューヒナーの死後に内容を猥褻だと思ったヴィルヘルミーネが破棄してしまったともいわれるが、実際に書き進められていたかどうかも不明である。

## 受容史

### 死後の再評価
ビューヒナーの生前に発表された文学作品は『ダントンの死』のみであったが、その作品はグツコーをはじめ「青年ドイツ」と呼ばれる作家の間で評価を受けたものの、大きな名声を得たわけではない。ビューヒナーの死の直後には数年の間にグツコーの尽力によって遺稿『レンツ』『レオンスとレーナ』が文芸誌に掲載された。1850年には弟ルートヴィヒ・ビューヒナーの編集のもとで初めてまとまった著作集が出版されたが、これは『ヴォイツェック』を含まないなどきわめて不完全なものであった。

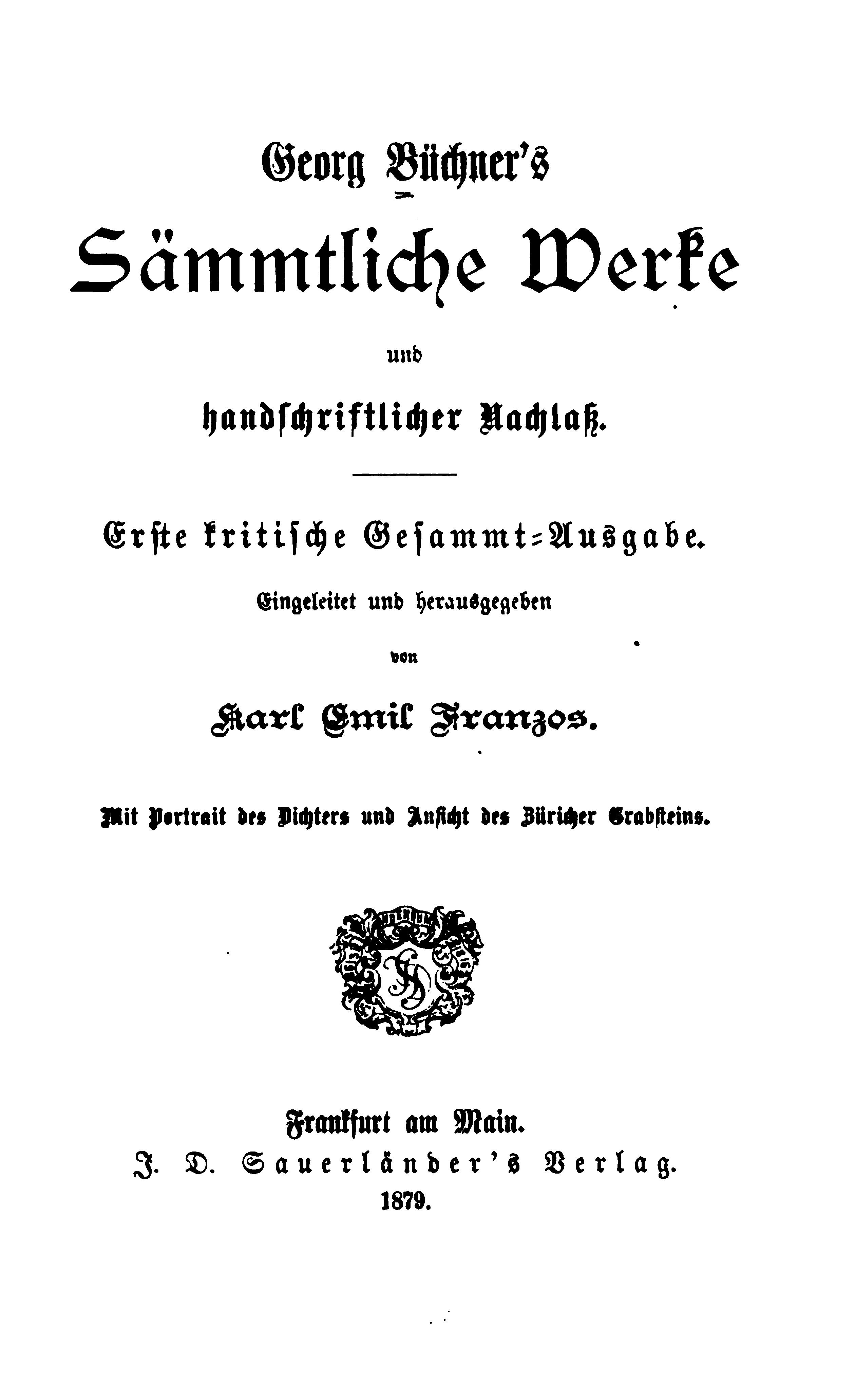
フランツォース版著作集の扉ページ

その後のビューヒナーの再評価についてはカール・エミール・フランツォースの功績が大きい。フランツォースは判読不能になっていた『ヴォイツェック』の草稿を科学処理を施して復元し、1875年に発表、1879年に『ヴォイツェック』を含むビューヒナーの全集を出版した。この出版をきっかけにビューヒナーはまずケラー、ハウプトマンなど自然主義作家から注目された。『ダントンの死』の群集劇のような手法や、文学的な修辞を好まず俗語や方言を取り入れた会話などから自然主義文学の先駆者と見なされたのである。逆にヴェーデキントからは、作中の誇張されたグロテスクな表現などにより不条理文学の先駆者として注目され、彼をはじめとして表現主義にも強い影響を与えた。以後もビューヒナーはライナー・マリア・リルケ、ベルトルト・ブレヒトなど多くの作家から崇敬の対象にされている。

### 上演と研究
ビューヒナーの戯曲は長い間上演される機会がなく、19世紀の間にはわずかに『レオンスとレーナ』がアマチュアの劇団によって一度だけ上演された記録があるだけである。自然主義文学者の間で注目された後、1902年には自由劇場で『ダントンの死』を上演する小規模な企画はあったものの、短い場面が連続するビューヒナーの作劇方法は当時の演劇になじまず定着はしなかった。ビューヒナーの作品が演劇界で公然と上演されるようになるのは、1910年代に表現主義の演劇が現れるようになってからである。まず1910年にレーオポルト・イェスナー（de:Leopold Jessner）がハンブルクにて『ダントンの死』を本格的に上演した。1913年にはビューヒナーの生誕100年を記念し、ミュンヘンにてオイゲン・キリアン（Eugen Kilian）演出による『ヴォイツェック（当時は『ヴォツェック』）』の初演が行なわれ、同演出にて『ダントンの死』も上演された。1916年にはマックス・ラインハルトによって『ダントンの死』が上演されたが、あまり舞台装置を用いず照明を効果的に使ったこの上演は、その後のビューヒナー作品上演の範例となった。また上述のキリアン演出の『ヴォツェック』ウィーン公演に感銘を受けたアルバン・ベルクは、その後無調オペラ『ヴォツェック』を制作し1925年にベルリンにて初演が行なわれている。後述するようにビューヒナー作品の上演はナチス時代には稀になったが、終戦後は西ドイツですぐに舞台にかけられるようになり、現代まで繰り返し新たな演出が試みられている。
ビューヒナーの舞台が成功を収めるようになると、ビューヒナーは19世紀の傑出した作家と見なされるようになり研究対象としても取り上げられるようになった。1929年のベルゲマン版全集を経て、草稿研究から『ヴォイツェック』の場面配列を全面的に見直したレーマン版全集が1967年に出版された。1980年にはマールブルクのフィリップ大学に「ゲオルク・ビューヒナー研究所」が設立され、膨大な資料註を含んだ全集18巻の刊行を進めている（2013年完結予定）。

### 政治的解釈
ビューヒナーは死の直後は「青年ドイツ派」や社会民主主義者の間で政治的天才としていくぶん偶像視される存在であった。自然主義者、表現主義者から注目され文学史に位置づけられるようになると政治主義的な受容からある程度自由になったが、ナチスが政権を握るとビューヒナーはふたたび政治主義的な解釈にさらされることになった。『ヘッセン急使』は禁書目録に登録されており、作品の出版、上演は激減し、ビューヒナーを範としていた多くの作家が国を追われた。またその一方でビューヒナーを民族主義的に歪曲し政治に利用とする動きも現れた。ゲオルク・ルカーチは論文『ゲオルク・ビューヒナー―ファシズムの生んだ虚像と実像』（1964年）において、こうした解釈や逆にビューヒナーの政治性を否定しようとする解釈を強く批判し、革命詩人としてのビューヒナーの重要性を強調している。
戦後の政治的分断の時代には、享楽主義的な革命家ダントンを描いた『ダントンの死』は西ドイツで頻繁に取り上げられ、逆に東ドイツでは敬遠されるという事態がおこった。また東ドイツでは、ダントンを死に追いやるロベスピエールをピューリタン的な理想的な人物として、逆にダントンをブルジョワ的な堕落した人物として解釈するという試みも行なわれた。

### ビューヒナー賞と現代作家
1922年、ビューヒナーの業績を記念しヘッセン州政府によってゲオルク・ビューヒナー賞が設けられた。この賞は当初はヘッセンにゆかりのある新人芸術家を奨励するものであったが、ナチス政権のあいだの中断ののち、ドイツ言語・文学アカデミーの主宰するドイツ文学を対象とする賞に生まれ変わり、その後重要作家が次々と受賞していったことでゲーテ賞に代わりドイツにおいて最も権威のある文学賞となった。その歴代の受賞記念講演（Georg Buchner-Preis-Rede）は受賞作家にとってのメルクマールであるだけでなく、それぞれの時代性を映し出したすぐれたビューヒナー論となっている。
この受賞講演の傾向を決定付けたのは1956年受賞者のカール・クローロ（de:Karl Krolow）と、その翌年に受賞したエーリッヒ・ケストナーである。クローロは戦争によって一種の白紙状態になったドイツにおいて『レオンスとレーナ』に抒情詩の可能性を見出すという講演を行ない、ケストナーはビューヒナーをゲーテの隣に置き、『ダントンの死』の歴史性や『ヴォイツェック』の先見性を論じ、それぞれ本格的な文学論を展開した。1963年に受賞したエンツェンスベルガーはビューヒナーを引用しつつ分断状態にあるドイツの矛盾を語り、1965年受賞のギュンター・グラスはそのエンツェンスベルガーの立場を暗に批判しつつ、ドイツの政治的混乱を風刺的に語っている。1967年受賞のハインリヒ・ベルは、『ヘッセン急使』の文章が現代ドイツにおいてなお有効でありえることを示した。
ビューヒナーと自身の文学との関わりを示す講演も多い。1960年受賞のパウル・ツェランの講演『子午線』はツェラン自身の詩論として重要なものとなっており、1972年受賞のエリアス・カネッティは代表作『眩暈』を執筆したあとにビューヒナーの作品に出会い大きな衝撃を受けたことを語っている。『ヴォイツェック』からドイツの現代劇が始まったと述べるハイナー・ミュラーは1985年に受賞し、受賞講演としてカフカから引用しつつ書かれた暗示に富むテクスト『傷口ヴォイツェック』を執筆、これは後に彼自身の作品集に収録されている。
1995年にはペーター・ハントケに次いで2番目の若さで詩人ドゥルス・グリューンバインが受賞し、受賞講演ではビューヒナーの解剖学者としての経歴とその文学性の関わりを論じた。また2000年に受賞したフォルカー・ブラウン（de:Volker Braun）は1997年にビューヒナーの書簡をめぐるエッセイを書いており、2004年には「別のヴォイツェック」を主題とする2つの短編小説を発表している。

## 註
「生涯」の節は主に河出書房新社『ゲオルク・ビューヒナー全集』（以下『全集』）巻末の年譜を基にし、他の文献から適宜補足するという形で執筆した。なお同全集は、2006年の新装版ではハンス・マイヤー、パウル・ツェランら7人のビューヒナー賞受賞記念講演が割愛されているが、特に記していない限り以下の参照箇所に異同はない。
1. ↑  『照らし出された戦後ドイツ』、1頁。
2. ↑  Hauschild, Georg Büchner - Biographie(BQ),S.1-2（谷口[1997年]、20-21頁より）.
3. ↑  ルートヴィヒ・ビューヒナーは、この体験がビューヒナーが『ダントンの死』を書く動機になったのだろうと推測している。全集、265頁。
4. ↑  Hauschild, BQ, S.11-13（谷口[1997]、21頁より）.
5. ↑  Mayer, S.40-41（森田、14-15頁より）.
6. ↑  ビューヒナーの大学入学資格証明書より。全集、451-452頁。
7. ↑  友人ツィンマーマンの回想より。全集、452-453頁。またシラーへの批判的な意識は、のち1835年7月にビューヒナーが家族に当てた手紙にも記されている。全集、337頁。
8. ↑  初期の作文へのフィヒテからの影響は、1963年にビューヒナーの全集を出版したヴェルナー・レーマンによってはじめて指摘された。谷口[1997]、25-40頁で詳しく論じられている。
9. ↑  谷口[1997]、50-51頁。
10. ↑  全集、305-307頁。なお当時の家族への手紙には、自分には政治活動に関わる気はないという弁明が繰り返しなされているが、これは両親を安心させるための方便であったと見る学者も多い。森田、54-56頁（脚注31）参照。
11. ↑  森田、37-38頁。
12. ↑  谷口[1997]、49頁。
13. ↑  森田、57頁。
14. ↑  アウグスト・シュテーバーへの手紙より。全集、311頁。
15. ↑  カール・フォークトの回想より。全集、457頁。
16. ↑  ビューヒナーは1834年3月頃の婚約者宛の手紙の中で、フランス革命史の研究から得たという以下のような虚無的な歴史観を書き綴っており、これは「宿命論の手紙（Fatalismus-Briefs）」として知られている。数日前から何度ペンを取り上げようとしたか分からないが、どうしても書けなかったんだ。ただの一字も。僕は革命の歴史を研究したのだ。歴史の宿命の怖ろしさに打ちのめされたような気持ちだった。人間の本性のうちに、怖ろしい一様無差別が見えてくるし、人間のおかれた状態にはどうにも逃れられない圧力が万人に加えられ、何人にも加えられていないことが見えてくるんだ。ひとりひとりの人間は波間に浮かぶあぶくにすぎず、大立者もほんの偶然の産物だし、天才が統治するっていったって操り人形で、鉄の法則に対してこっけい千万な悪あがきをしているだけ、これを認識するのが人間にはせいいっぱいで、これを支配することは不可能なんだ。史上の美々しいこけおどかしの人間や、罰を受けてたたされている者に頭をさげる気は、もう起こらなくなった。（全集、316頁）
17. ↑  当時のヘッセン大公国の政治状況についてはヘッセン急使を参照。
18. ↑  ヴァイディヒの考えは、有産・無産の区別なく現体制に何らかの不満を抱いている者達による、民主的憲法を獲得するための共同戦線を作ることであった。森田、85-97頁参照。
19. ↑  これらの組織はビューヒナーの亡命によって自然消滅した。森田、107頁。
20. ↑  アウグスト・ベッカーの法廷陳述より。全集、261頁。
21. ↑  グツコーからの手紙より。全集、371-372頁。なおビューヒナーはグツコーと連絡を保っていたものの、当時の家族への手紙の中で自分はグツコーを中心とする「青年ドイツ」と呼ばれるグループには属しておらず、彼らの考え方にも賛同しないと記している。全集、345頁。
22. ↑  「未完の歌のように彼は墓に入り、／最も美しい詩句を墓の中に持っていく。」全集、475頁。
23. ↑  アウグスト・ベッカーの法廷陳述より。全集、262-263頁
24. ↑  “ゲオルク・ビューヒナー『ヴォイツェク』が、山本耕史主演、赤堀雅秋脚本、白井晃演出で上演決定!”.   ORICON NEWS (2013年8月8日). 2020年10月11日閲覧。
25. ↑  『照らし出された戦後ドイツ』、538頁。
26. ↑  谷口[1997]、170頁。
27. ↑  岩淵達治「ビューヒナーの作品について」全集、589頁（新装版491頁）。
28. ↑  Vgl. Hauschild, BQ, S.XI-XVII.
29. ↑  以下の上演史、研究史は主に岩淵達治訳『ヴォイツェック ダントンの死 レンツ』訳者解説（335-362頁）による。
30. ↑  以下は谷口[1997]、289-311頁による。
31. ↑  『照らし出された戦後ドイツ』、1-3頁。1999年までの受賞記念講演は同書に収録。なお受賞者によってはビューヒナーから意識的に距離をとっているものもある。